# Język bakumpai
Język bakumpai, także marabahan – język austronezyjski używany w prowincji Borneo Środkowe w Indonezji. Według danych z 2003 r. posługuje się nim 100 tys. osób.
Dzieli się na dwa dialekty: bakumpai właściwy, mengkatip (mangkatip, oloh mengkatip). Inna klasyfikacja z 1979 r. wyróżnia pięć dialektów: marabahan, buntok, muara teweh, puruk cahu, tumbang samba. Dodatkowo język barangas z wyspy Halalak może być rozpatrywany jako kolejny dialekt bakumpai. Barangas odróżnia się silnymi wpływami języków banjar i ngaju.
Określenie „marabahan”, odnoszone do języka i grupy etnicznej, pochodzi od nazwy ośrodka administracyjnego kabupatenu Barito Kuala. Inne nazwy tej grupy etnicznej to „Biaju” i „Bara Ke”, czy też „Awen” (od charakterystycznego zaimka trzeciej osoby liczby mnogiej).
Służy jako lokalny język handlowy. Z danych z lat 70. XX w. wynika, że znaczna część mieszkańców regionu włada nim przynajmniej biernie, ze względu na bliskość języków bakumpai i ngaju. W 1984 r. odnotowano, że odmiana barangas jest wypierana przez banjar i język narodowy.
Istnieje ograniczony zasób materiałów poświęconych temu językowi. W starszych pracach lingwistycznych był pomijany lub traktowany jako dialekt ngaju. Został opisany w postaci opracowań gramatycznych: Bahasa Bakumpai (1979) ; Bahasa Bakumpai: struktur dan identitas (2005) oraz dwutomowego słownika: Kamus Bahasa Indonesia – Bakumpai (1995).